# 李名信
李名信（英語：William Ming-Sing Lee, 1932年—），又称Billy，1932年出生，美籍华人建筑师，美国1990社的创会主要成员，中美关系社会活动家。

## 生平
1932年生于民国上海市，祖籍浙江宁波镇海县北仑小港村，是小港李家第五代成员。美国舞台艺术家李名觉的堂弟。1947年，随家人移居美国。入读美东马萨诸塞州埃塞克斯县安多佛的名私立高中菲利普斯学院，因其父也毕业于菲利普斯学院。后入耶鲁大学学习建筑，先后获得文学学士（BA）、硕士学位（MA）。1964年成为美国建筑师联合会（AIA）会员。入选1970年美国建筑师名人辞典，1977年从业界退休。
李是美国著名华人社团1990社的前会董，被认为是1990社历史上最重要的赞助人。现致力于中美儿童教育交流，促成中国儿童中心与1990社的合作，如建成国际儿童壁画园、“中美儿童美术和环保”项目。
李于20世纪70年代末期访问清华大学并讲学，是改革开放最早访问中国大陆的美国建筑师。2002年促成大提琴演奏家马友友访问故乡。